# Carina Blixen
María Carolina Blixen Durán, conocida como Carina Blixen (Montevideo, 29 de noviembre de 1956), es una crítica literaria y profesora uruguaya.

## Biografía
En 1976 ingresó al Instituto de Profesores Artigas (IPA) de donde egresó en 1980 como profesora de Literatura.
Entre 1982 y 1983, vivió en Madrid junto a su esposo, el también escritor y crítico literario Oscar Brando. En esos años, realizó investigaciones sobre la obra del escritor español Juan Benet y también sobre el período barcelonés del plástico uruguayo Joaquín Torres García.
De regreso a Uruguay, integró el equipo que preparó el Diccionario de Literatura Uruguaya, emprendimiento dirigido por Alberto Oreggioni y coordinado por Wilfredo Penco, editado en dos tomos por la Editorial Arca en 1987. 
Interesada en las figuras femeninas de la literatura uruguaya (Delmira Agustini, María Eugenia Vaz Ferreira, Juana de Ibarbourou, Idea Vilariño, Armonía Somers, Clara Silva, Alicia Migdal), ha publicado trabajos sobre sus estrategias de escritura. 
Como crítica literaria, desde artículos en periódicos y también en libros, ha intentado seguir el devenir de la literatura de su país después del regreso a la democracia en 1985, así como también en los escritores que Ángel Rama calificó de raros, en particular enfocó su trabajo en Marosa di Giorgio, Felisberto Hernández y Mario Levrero. 
En 2013 concluyó sus estudios de doctorado en la Universidad Lille 3, en Francia. Su tesis versó sobre la obra de Carlos Liscano.
Actualmente es investigadora de la Biblioteca Nacional. En ese marco, dirigió la revista Lo que los archivos cuentan de la cual fueron publicados siete números entre 2012 y 2019.

## Obras
- 2000, Isabelino Gradín. Testimonio de una vida (Ediciones del Caballo Perdido, Montevideo).
- 2002, El desván del Novecientos. Mujeres solas. Delmira Agustini y María Eugenia Vaz Ferreira (Ediciones del Caballo Perdido, Montevideo, reeditado).
- 2006, Palabras rigurosamente vigiladas. Dictadura, lenguaje, literatura. La obra de Carlos Liscano (Ediciones del Caballo Perdido, Montevideo)
- 2016, Cuando la literatura es el surco. Figuras del desplazamiento en la narrativa de Carlos Liscano (Editorial Rebeca Linke, Montevideo, trabajo premiado concurso de ensayo inédito del MEC). Es una reelaboración de su tesis de doctorado.
- 2022 Delmira Agustini. Grafías y biografías. De los inicios a El libro blanco (1907) (Biblioteca Nacional, Montevideo)

## Premios y distinciones
- 1998, Mención en el Concurso de Biografías y Ensayos Uruguayos notables. Banco de Boston.
- 1998, Premio anual de literatura. Ensayo inédito. Isabelino Gradín: testimonio de una vida Ministerio de Educación y Cultura.
- 2004, Premio Ensayo de Artes y Letras: El desván del 900. Mujeres solas Intendencia Municipal de Montevideo.
- 2008, Premio anual de literatura del Ministerio de Educación y Cultura. Ensayo literario édito (categoría nacional) Ministerio de Educación y Cultura (por Palabras rigurosamente vigiladas. Dictadura, lenguaje, literatura. La obra de Carlos Liscano).
- 2015, Premio Nacional de Literatura. Categoría ensayo literario inédito (categoría nacional), Ministerio de Educación y Cultura de Uruguay (por Cuando la literatura es el surco. Figuras del desplazamiento en la obra de Carlos Liscano).